# Laccophilus flaveolus
Laccophilus flaveolus är en skalbaggsart som beskrevs av Régimbart 1906. Laccophilus flaveolus ingår i släktet Laccophilus och familjen dykare. Inga underarter finns listade i Catalogue of Life.